# Francisco Gattorno
Francisco Gattorno (Santa Clara, 1964.), rođen kao Francisco Alejandro Gattorno Sánchez, jest kubanski glumac koji je emigrirao u Meksiko.

## Uloge
- La dueña[1] (1995.) – José María Cortés
- Cañaveral de pasiones (1996.) – Juan de Dios Montero Carrasco
- Tú y yo (1996. – 1997.) – Ricardo Vázquez
- Preciosa (1998.) – Álvaro San Román
- Labirint strasti (1999. – 2000.) – Pedro Valencia Miranda
- El noveno mandamiento (2001.) – Rodrigo Betancourt
- Amantes del desierto (2001. – 2002.) – Andrés Bustamante
- Cómplices al rescate (2002.) – Alberto del Río
- Clase 406 (2002. – 2003.) – Santiago/Luis Felipe
- Tierra de pasiones (2006.) – Pablo González
- La viuda de Blanco (2006. – 2007.) – Sebastián Blanco Albarracín
- Moj grijeh (2009.) – Rodolfo Huerta
- Atrévete a soñar (2010.) – Carlos Rincón
- Abismo de pasión (2012.) – Braulio Chirinos
- Amores verdaderos (2012. – 2013.) – Santino »Salsero« Roca
- Lo que la vida me robó (2013. – 2014.) – Sandro Narváez
- Muchacha italiana viene a casarse (2014. – 2015.) – Aníbal Valencia
- Mujeres de negro (2016.) – Lorenzo
- El bienamado (2017.) – Jesús Tranquilino de la Astunción Cárdenas »Chuy Muertes«
- Hijas de la luna (2018.) – Alberto Centeno
- Por amar sin ley (2018.) – Damián Álvarez
- La desalmada (2021.) – Antonio Estudillo
- Las estrellas bailan en Hoy (2021.)
- Amores que engañan (2022. – 2023.) – Marcel/Rafael
- MasterChef Celebrity (México) (2022.)
- ¿Qué dicen los famosos? (2022.)
- Vivir de amor (2024.) – Antonio Sánchez
- Amor amargo (2024.) – Jaime Jiménez